# Таборов Борис Володимирович
Бор́ис Волод́имирович Таб́оров (5 червня 1960 — 4 червня 2025, Київ) — український шахіст, майстер спорту СРСР (1975), майстер ФІДЕ (2024).

## Біографія
Борис Таборов був одним із найперспективніших радянських юніорів 1970-х років. Конкурент майбутнього чемпіона світу Гаррі Каспарова за місце в школі Михайла Ботвинника. У 1975 році у віці 15 років став наймолодшим майстром спорту СРСР із шахів.
Виступав за ДСТ «Авангард», ставши переможцем фінального турніру цього спортивного товариства у 1978 році та срібним призером 1984 року. У складі збірної ДСТ «Авангард» — переможець командного чемпіонату СРСР 1978 року та срібний призер командного чемпіонату СРСР 1980 року з другим результатом на своїй шахівниці (офіційна назва турнірів — Кубок СРСР).
Учасник численних змагань, зокрема:

- відбіркових турнірів чемпіонатів СРСР (1976, 1978, 1979, 1983, 1985);
- трьох фінальних турнірів чемпіонатів України (1980—1984), де найкращим результатом був поділ 10—11 місць у 1982 році.
- чемпіонатів Києва, де здобував титул чемпіона у 1980, 1990 та 2000 роках, а також ставав срібним призером у 2004 році.
- чемпіонатів СРСР та України серед молодих майстрів. Срібний призер українського турніру 1983 року.

Наприкінці 1980-х років через зайнятість на основній роботі припинив активну діяльність і брав участь переважно в турнірах у Києві.

## Турнірні результати

### Чемпіонати України
Борис Таборов зіграв у трьох фінальних турнірах чемпіонатів України, набравши загалом 13½ очок з 30 можливих (без врахування результатів 1980 року).
| Рік  | Місто  | Турнір                 | + | − | = | Результат | Місце |
| ---- | ------ | ---------------------- | - | - | - | --------- | ----- |
| 1980 | Харків | 49-й чемпіонат України | 1 | 0 | 0 | ? з 13    | ?     |
| 1982 | Ялта   | 51-й чемпіонат України | 3 | 4 | 8 | 7 з 15    | 10—11 |
| 1984 | Київ   | 53-й чемпіонат України | 2 | 4 | 9 | 6½ з 15   | 10—12 |

### Інші турніри
| Рік  | Місто          | Турнір                                                          | + | − | =  | Результат | Місце       |
| ---- | -------------- | --------------------------------------------------------------- | - | - | -- | --------- | ----------- |
| 1973 | Київ           | Всесоюзні спортивні ігри молоді (збірна України, 6-а шахівниця) |   |   |    | 7½ з 9    | (інд)       |
| 1976 | Київ           | Чемпіонат Києва                                                 |   |   |    | ? з 15    | 10          |
|      | Ростов-на-Дону | Відбірковий турнір 44-го чемпіонату СРСР                        | 1 | 3 | 9  | 5½ з 13   | 50—55       |
|      | Тбілісі        | Командний чемпіонат СРСР (ДСТ «Авангард», 6-а шахівниця)        | 3 | 2 | 2  | 4 з 7     |             |
| 1977 | Рига           | Чемпіонат СРСР серед юніорів                                    | 4 | 1 | 4  | 6 з 9     | —6          |
|      | Алма-Ата       | Чемпіонат СРСР серед молодих майстрів                           | 1 | 3 | 11 | 6½ з 15   | 14—15       |
|      | Київ           | Чемпіонат Києва                                                 |   |   |    | 9 з 15    | 4—7         |
| 1978 | Даугавпілс     | Відбірковий турнір 46-го чемпіонату СРСР                        | 2 | 4 | 7  | 5½ з 13   | 44—55       |
|      | Орджонікідзе   | Командний чемпіонат СРСР (ДСТ «Авангард», 6-а шахівниця)        | 2 | 2 | 3  | 3½ з 7    | (ком)       |
|      | Київ           | Першість ДСТ «Авангард»                                         |   |   |    | 9½ з 13   | —2          |
| 1979 | Баку           | Чемпіонат СРСР серед молодих майстрів                           | 3 | 4 | 8  | 7 з 15    | 9—11        |
|      | Бєльці         | Відбірний турнір 47-го чемпіонату СРСР                          | 3 | 4 | 6  | 6 з 13    | 34—44       |
| 1980 | Київ           | Чемпіонат Києва                                                 |   |   |    | 10½ з 15  | Gold        |
|      |                | Першість ДСТ «Авангард»                                         |   |   |    | з 15      | 14          |
|      | Ростов-на-Дону | Командний чемпіонат СРСР (ДСТ «Авангард», 6-а шахівниця)        | 3 | 0 | 4  | 5 з 7     | (ком) (інд) |
| 1981 | Ялта           | Першість ДСТ «Авангард»                                         |   |   |    | з 15      | 10          |
| 1983 | Київ           | Чемпіонат України серед молодих майстрів                        |   |   |    | 8 з 13    | —3          |
|      | Миколаїв       | Півфінал 51-го чемпіонату СРСР                                  | 1 | 4 | 12 | 7 з 17    | 15—16       |
| 1984 | Київ           | Першість ДСТ «Авангард»                                         |   |   |    | 9½ з 13   | Silver      |
| 1985 | Кострома       | Півфінал 53-го чемпіонату СРСР                                  | 2 | 2 | 13 | 8½ з 17   | 8—10        |
| 1989 | Київ           | Чемпіонат Києва                                                 |   |   |    | з 13      | Bronze      |
| 1990 | Київ           | Чемпіонат Києва                                                 |   |   |    | 8½ з 11   | —2          |
| 1998 | Київ           | Чемпіонат Києва                                                 | 6 | 3 | 2  | 7 з 11    | 7—10        |
| 1999 | Київ           | Кубок незалежності                                              | 5 | 0 | 6  | 8 з 11    | —2          |
| 2000 | Київ           | Чемпіонат Києва                                                 | 7 | 0 | 4  | 9 з 11    | —2          |
| 2001 | Київ           | Кубок незалежності                                              | 5 | 1 | 5  | 7½ з 11   | —6          |
| 2002 | Київ           | Меморіал Степічева                                              | 5 | 0 | 4  | 7 з 9     | —4          |
|      | Київ           | Меморіал Юрія Сахарова                                          | 5 | 0 | 6  | 8 з 11    | —2          |
|      | Київ           | Кубок незалежності                                              | 4 | 2 | 5  | 6½ з 11   | 15—20       |
| 2003 | Київ           | Чемпіонат Києва                                                 | 5 | 2 | 4  | 7 з 11    | 6—12        |
|      | Київ           | Кубок незалежності                                              | 5 | 2 | 4  | 7 з 11    | 12—21       |
| 2004 | Київ           | Чемпіонат Києва                                                 | 6 | 1 | 4  | 8 з 11    | —3          |
|      | Київ           | 4-й кубок незалежності                                          | 5 | 1 | 5  | 7½ з 11   | 2—8         |
| 2006 | Київ           | 6-й кубок незалежності                                          | 3 | 3 | 5  | 5½ з 11   | 21—30       |